# Titaea
Titaea is een geslacht van vlinders van de familie nachtpauwogen (Saturniidae), uit de onderfamilie Arsenurinae.

## Soorten
- T. lemoulti (Schaus, 1905)
- T. nobilis Schaus, 1912
- T. orsinome Hübner, 1823
- T. raveni Johnson & Michener, 1948
- T. tamerlan (Maassen, 1869)
- T. timur (Fassl, 1915)